# Stanley Rocket

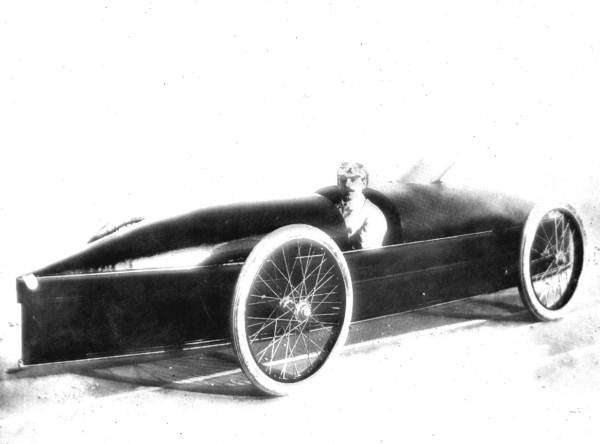
Fred Marriott za kierownicą wozu Stanley Rocket

Stanley Rocket (także Stanley Rocket Steamer) – samochód parowy skonstruowany przez przedsiębiorstwo Stanley na początku XX wieku. Pierwszy pojazd drogowy, który przekroczył barierę prędkości 200 km/h. Choć ustanowiony przez niego w 1906 roku rekord prędkości na lądzie został pobity przez samochód o silniku spalinowym w 1924 roku, pozostał rekordzistą prędkości wśród samochodów parowych przez ponad sto lat – do 26 sierpnia 2009 roku. Jedyny egzemplarz Stanley Rocket uległ zniszczeniu podczas próby pobicia rekordu prędkości w 1907 roku.

## Opis techniczny
Podobnie jak inne maszyny produkowane przez braci Stanley w tym czasie, Rocket wyposażono w silnik parowy o mocy 50 KM. Silnik wykorzystywał prosty rurowy kocioł parowy do napędzania dwucylindrowego, dwusuwowego silnika tłokowego o pojemności 3,1 l. Wewnątrz kotła utrzymywano ciśnienie, zależnie od źródła, sięgające nawet 1000 psi (ok. 70 atm), a temperatura pary wynosiła 371°C. 
Od innych samochodów produkowanych przez przedsiębiorstwo na potrzeby entuzjastów motoryzacji różnił się przede wszystkim opływową, pomalowaną na czerwono karoserią wykonaną ze sklejki i płótna. By zminimalizować opór powietrza, bracia Stanley ukryli wewnątrz aerodynamicznej karoserii większość elementów konstrukcyjnych, w tym także resory. Samochód miał nieco poniżej 5 m długości i około 90 cm w najszerszym miejscu. Poza obrys kabiny wystawały jedynie cztery szprychowe koła o średnicy 34 cali, wyposażone w gumowe trzycalowe opony. Masa całkowita pojazdu nie przekraczała 760 kg.  

## Historia

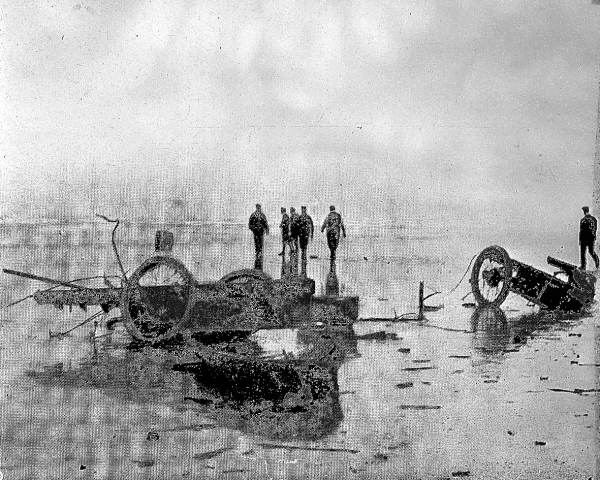
Pozostałości samochodu po wypadku w 1907

Podczas kilkudniowych zawodów automobilowych rozgrywanych w styczniu 1906 roku na torze Daytona Beach Road Course pomiędzy Ormond a Daytona Beach na Florydzie, samochód braci Stanley startował w wyścigu przeciwko maszynie Darracq 200 HP, napędzanej 200-konnym silnikiem spalinowym w konfiguracji V8 o pojemności skokowej 25 l. Mimo o wiele słabszego silnika, kierowany przez Freda Marriotta Rocket zwyciężył, a sędziowie wyliczyli, że pokonał on dystans jednej mili w czasie 28,2 s, co oznaczało prędkość 205,44 km/h. Tym samym Mariott został pierwszym człowiekiem na świecie, który poruszał się z prędkością przekraczającą 200 km/h, pokonał także wcześniejsze rekordy prędkości na lądzie: 122,438 km/h osiągnięte w 1902 roku przez Williama K. Vanderbildta w samochodzie Mors i – nieuznawany przez Automobile Club de France – rekord 147,05 km/h ustanowiony w 1904 roku przez Henry'ego Forda, kierującego samochodem Ford 999 własnej konstrukcji.
Wyczyn Marriotta z 1906 roku pozostał światowym rekordem prędkości przez 18 lat. Rok później sam próbował go pokonać, jednak przy prędkości około 150 mph samochód wzbił się w powietrze i rozpadł na pół, a kierowca został poważnie ranny i nigdy więcej nie powrócił do ścigania się samochodami na parę. Rekord pokonał dopiero Ernest Eldridge, który 12 lipca 1924 roku osiągnął 234,98 km/h w stworzonym specjalnie dla niego samochodzie spalinowym FIAT Mefistofele. W kategorii samochodów napędzanych silnikiem parowym rekord pozostał niepobity przez ponad wiek. Dokonał tego dopiero kierowany przez Charlesa Burnetta wóz Inspiration, który 25 sierpnia 2009 roku osiągnął prędkość 225,05 km/h.